# Аманвиллер
Аманвилле́р (фр. Amanvillers) — коммуна на северо-востоке Франции в регионе Гранд-Эст (бывший Эльзас — Шампань — Арденны — Лотарингия), департамент Мозель, округ Мец, кантон Ромба.

## География

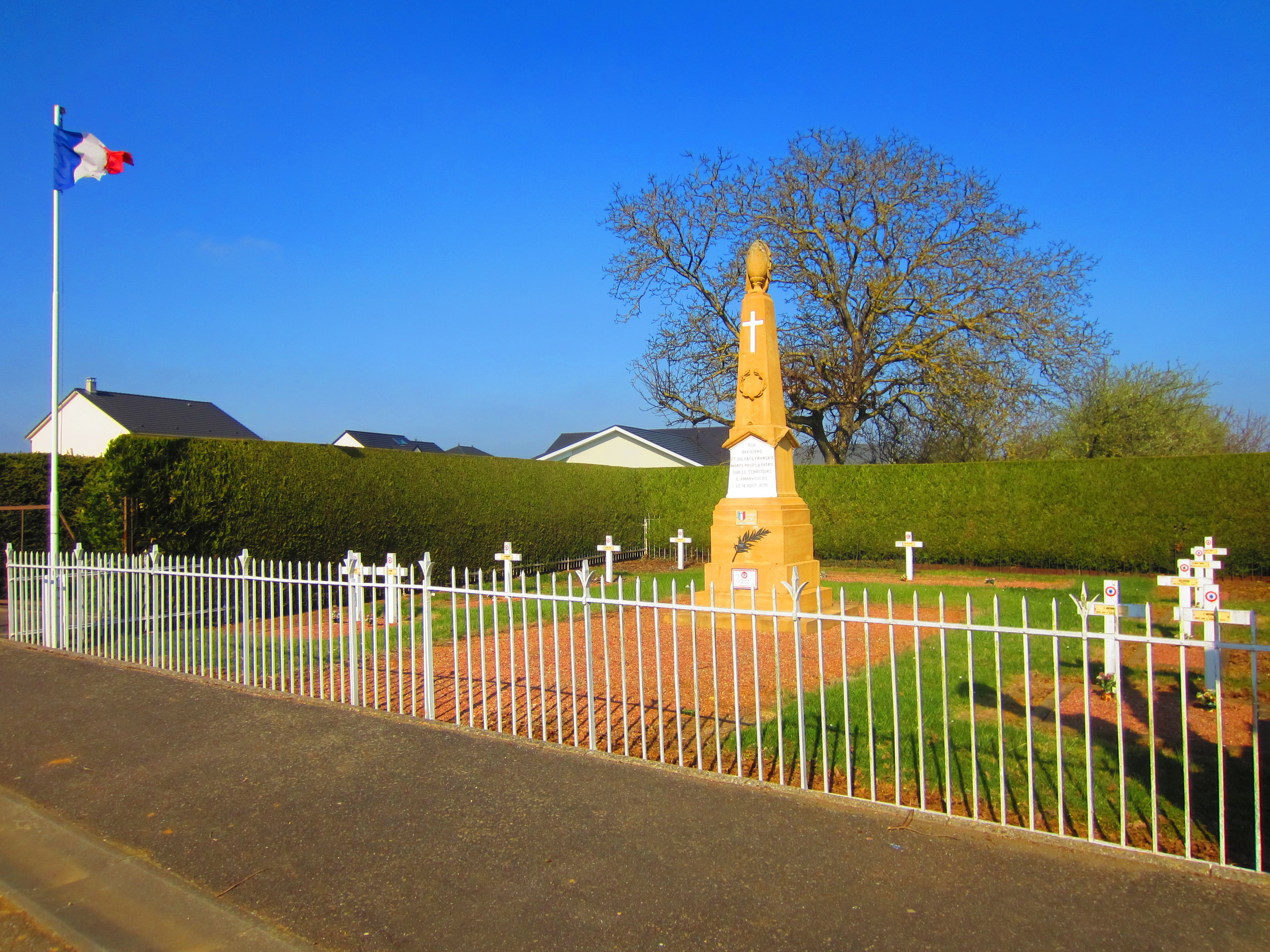
Французское военное кладбище.

Аманвиллер расположен в 280 км к востоку от Парижа и в 12 км к северо-западу от Меца.

## История
- В XII веке ферма Шампенуа использовалась госпитальерами как лепрозорий. Дом был огорожен стеной, здесь находилась часовня для монахов.
- Город находился на границе мозельских земель и герцогства Бар.
- После поражения Франции во франко-прусской войне 1870—1871 годов вместе с Эльзасом и департаментом Мозель был передан Германии по Франкфуртскому миру и был частью Германии до 1918 года, когда по Версальскому договору вновь перешёл к Франции.

## Демография
По переписи 2011 года в коммуне проживало 2 179 человек.

## Достопримечательности
- Следы галло-романской культуры.
- Руины фортифицированного дома в Шампенуа и часовни Мальтийского ордена.
- Руины замка в Монтиньи-ла-Гранж (1403), разрушен в 1944 году при освобождении Франции.
- Церковь Сен-Клеман (1895), разрушена в 1944 году, восстановлена после 1950 года.